# Toyokazu Nomura
Pour les articles homonymes, voir Nomura.
Toyokazu Nomura (野村豊和, Nomura Toyokazu), né le 14 juillet 1949 à Kōryō, est un judoka japonais. Il est sacré champion olympique en 1972 en catégorie des moins de 70 kg.
Il est l'oncle de Tadahiro Nomura.

## Palmarès
| Année | Compétition           | Lieu         | Résultat | Catégorie      |
| ----- | --------------------- | ------------ | -------- | -------------- |
| 1969  | Championnats du monde | Mexico       | 2e       | Moins de 63 kg |
| 1970  | Championnats d'Asie   | Kaohsiung    | 1er      | Moins de 70 kg |
| 1971  | Championnats du monde | Ludwigshafen | 2e       | Moins de 63 kg |
| 1972  | Jeux olympiques       | Munich       | 1er      | Moins de 70 kg |
| 1973  | Championnats du monde | Lausanne     | 1er      | Moins de 70 kg |